# يوسف التازي
يوسف التازي هو رجل أعمال ومهندس وسياسي مغربي ونائب برلماني سابق وُلد في 29 مارس عام 1960 في مدينة تازة في المغرب، وهو ابن السياسي المغربي والقيادي في حزب الاستقلال عبد الحق التازي.

## دراسته
درس يوسف التازي في مدرسة محمد جسوس بمدينة الرباط، ثُم التحق بمدرسة ديكارت الثانوية بالرباط بعد فترة وجيزة قضاها في مدرسة الحسن الثاني الثانوية، وبعد أن أنهى دراسته الثانوية وحصل على شهادة البكالوريا بامتياز، التحق في عام 1976 بمدرسة سانت لويس في باريس حيث اجتاز الفصول التحضيرية، ثُم التحق بالمدرسة الوطنية للجسور والطرق في باريس، والتي تخرج منها في عام 1982 بعد أن حصل على شهادة الهندسة الهيدروليكية.

## مسيرته المهنية والسياسية
يشغل يوسف التازي منصب الرئيس التنفيذي لمجموعة كونسورتيوم للأنابيب والركام والأشغال، وهي مجموعة شركات متعددة الأعمال متخصصة في صناعة خطوط الأنابيب، واستغلال المحاجر الإجمالية وأعمال البناء، ويزيد عدد موظفيها عن 700 موظف. أقامت المجموعة عدة مشاريع ضخمة في العديد من دول غرب أفريقيا، مثل مشاريع السدود والطرق والزراعة المائية في غينيا والسنغال.
كان يوسف التازي ينتمي إلى حزب الاستقلال حيث سار على خطى والده عبد الحق التازي الذي كان رئيسًا للكتلة البرلمانية لحزب الاستقلال في مجلس النواب المغربي، وأصبح يوسف التازي عضوًا في مجلس المستشارين بالبرلمان المغربي، كما كان عضوًا في الغرفة التجارية والصناعية لمدينة الرباط، إلى جانب عضويته في عدد من الجمعيات المهنية.

## التكريمات
حظي يوسف التازي بتكريم العديد من الجهات المحلية المغربية والدولية، ومُنح عددًا من الأوسمة كان من أهمها:
- وسام الاستحقاق الوطني والذي منحه له الملك المغربي السابق الحسن الثاني لبنائه مقطع طريق صحراويًّا يربط بين مدينة بوجدور ومدينة الداخلة.
- أعلى وسام يُمنح للأجانب في السنغال، وقد منحه إياه الرئيس السنغالي الأسبق عبد الله واد لإنجازه مشروعًا مائيًا زراعيًا ضخمًا بالقرب من مدينة سانت لويس.

## الدعاوى القضائية
أصدرت غرفة الجنايات الابتدائية بمحكمة استئناف الدار البيضاء في عام 2012 حكمًا قضائيًّا على يوسف التازي و13 آخرين بالسجن لمدة عامين مع إيقاف التنفيذ ودفع غرامة مالية قدرها 20 ألف درهم على خلفية اتهامه بالضلوع في قضية فساد مشروع الحسن الثاني لإيواء قاطني دور الصفيح، والذي اشتهر باسم مشروع ساكني كريان سنطرال. وفي عام 2013، أدانت المحكمة الابتدائية بالرباط يوسف التازي بالاعتداء على زوجته السابقة لمياء الفاسي الفهري ومحاولة طردها من منزل، وحكمت عليه بالسجن لمدة أربعة أشهر مع دفع غرامة مالية بلغت 500 درهم.